# Gerald Finzi
Gerald Finzi, född 14 juli 1901 i London, död 27 september 1956 i Oxford, var en brittisk kompositör.

## Verkförteckning
- A Severn Rhapsody, op.3 (1923)
- Violinkonsert (1925-27)
- Romans Ess-dur för stråkorkester, op.11 (1928)
- Eclogue för piano och stråkorkester
- Klarinettkonsert, op.31 (1949)